# Pirjo Muranenová
Pirjo Muranenová (rozená Pirjo Manninenová, * 8. března 1981 v Rovaniemi) je bývalá finská běžkyně na lyžích, její nejsilnější disciplínou byly sprinty. Je bronzová medailistka z olympiády (ZOH 2010) a trojnásobná mistryně světa (MS 2001, MS 2007 a MS 2009). Aktivní kariéru ukončila v březnu 2011.

## Osobní život
Pirjo Muranenová má dva bratry (Hannu Manninena a Kariho Manninena), kteří závodí v severské kombinaci. Jejím otcem je Jorma Manninen, který byl do jara 2006 jejím trenérem. Pirjo Muranenová se 30. června 2007 provdala za volejbalistu Ville Muranena a přijala jeho příjmení.